# Intercosmos 1
Intercosmos 1 fue un satélite artificial científico soviético perteneciente al programa Intercosmos y a la clase de satélites DS (el primero de tipo DS-U3-IK) y lanzado el 14 de octubre de 1969 mediante un cohete Cosmos 2 desde el cosmódromo de Kapustin Yar.

## Objetivos
El objetivo de Intercosmos 1 fue estudiar la radiación solar  en el rango de los rayos X y ultravioleta y su interacción con las capas altas de la atmósfera terrestre.

## Características
El satélite tenía una masa de 400 kg (aunque otras fuentes indican 325 kg) y fue inyectado inicialmente en una órbita con un perigeo de 260 km y un apogeo de 640 km, con una inclinación orbital de 48,4 grados y un periodo de 93,4 minutos.
Intercosmos 1 reentró en la atmósfera el 2 de enero de 1970.

## Resultados científicos
Intercosmos 1 estudió, entre otros, la polarización de los rayos X procedentes del Sol.